# Greatest Hits Vol. 2
Greatest Hits Vol. 2 – album zespołu 2 plus 1, wydany w 1997 roku przez firmę Sonic.

## Ogólne informacje
Kompilacja ta była kontynuacją wydanych wcześniej składanek 18 Greatest Hits i 21 Greatest Hits. Zawierała w większości rzadkie nagrania radiowe, utwory niepublikowane wcześniej na żadnym albumie, a także dwa międzynarodowe przeboje zespołu. W książeczce dołączonej do albumu lidera zespołu, Janusza Kruka, zmarłego pięć lat wcześniej, wspominają m.in. Witold Pograniczny, Ernest Bryll i Marek Dutkiewicz.

## Lista ścieżek
1. „W środku dnia” – 3:07
2. „Hej, czy ja ciebie czasem nie znam” – 2:04
3. „Tyle ptaków do złapania” – 3:41
4. „Nieznany szlak” – 2:43
5. „U kowala” – 3:58
6. „Nie zmogła go kula” – 1:44
7. „Nowy wspaniały świat” – 2:46
8. „Lato na urodziny” – 3:21
9. „Wiśniowa rozmowa” – 3:21
10. „Lada dzień przyjdą święta” – 3:37
11. „Gdzieś w sercu na dnie” – 2:29
12. „Odpłyniesz wielkim autem” – 3:44
13. „Ding-dong” – 3:33
14. „O leli lo!” – 2:39
15. „Muzyka w serca wstąpi nam” – 3:20
16. „Idę na zachód zielony” – 2:26
17. „Margarita” – 2:39
18. „Easy Come, Easy Go” – 3:17
19. „Chińskie latawce” – 3:47
20. „Video” – 4:16
21. „Gdy grali dla nas Rolling Stones” – 4:46
22. „Za mało życia” – 3:38
23. „Ocalę cię” – 4:01

## Twórcy
2 plus 1:
- Janusz Kruk – wokal, aranżacja utworów
- Elżbieta Dmoch – wokal
- Cezary Szlązak – wokal

Personel:
- Marek Czudowski – foto
- Harry Weinberg – foto
- K. Walczak – projekt graficzny